# ハリー基地
ハリー基地（ハリーきち、英: Halley Base）は、イギリスの南極観測基地。英国南極観測所（BAS）が運営し、南極大陸のブラント棚氷に位置する。
地球の大気を研究するため1956年に設立。ここでの測定により、1985年のオゾンホール発見につながった。
イギリスの天文学者であるエドモンド・ハリー（Edmond Halley）にちなんで命名された。